# Martin Crowe

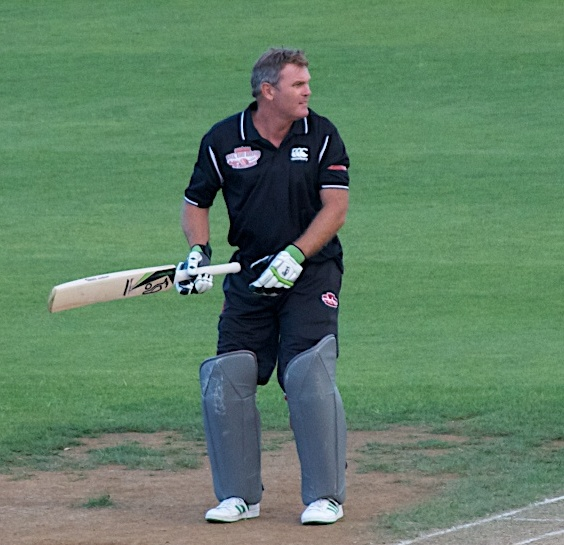
Martin Crowe in 2011

Martin Crowe (Henderson, 22 september 1962 – Auckland, 3 maart 2016) was een Nieuw-Zeelands cricketspeler.

## Biografie
Crowe begon zijn carrière in 1979 bij Auckland. Op 19-jarige leeftijd werd hij voor de eerste keer opgeroepen voor het Nieuw-Zeelands cricketelftal. Hierin speelde hij tot 1995. Crowe maakte 299 runs in 1991 tegen het Sri Lankaans cricketelftal. Dit was de beste prestatie ooit die een Nieuw-Zeelander neerzette in een cricketwedstrijd. Hij stopte met competitiewedstrijden in 1995.
In 2011 maakte Crowe, op zijn 49ste, een korte comeback in het first-class cricket om een totaal van 20.000 runs en 250 matchen in zijn carrière te bereiken op het hoogste niveau. Uiteindelijk zou Crowe 19.608 runs scoren in 247 wedstrijden. In 2012 werd hij gediagnosticeerd met het maligne lymfoom. In 2013 werd hij genezen verklaard, maar een jaar later was de ziekte terug en was Crowe terminaal. Zijn laatste wens was om het Wereldkampioenschap cricket 2015 nog te zien. 
Crowe overleed in 2016 op 53-jarige leeftijd.